# A-League 2018-19
La Hyundai A-League 2018-19 fue la decimocuarta edición de la A-League, máxima categoría del fútbol profesional en Australia desde su creación en 2004. La temporada dio comienzo el 19 de octubre de 2018 con el inicio de la fase regular, la cual concluyó el 28 de abril de 2018. La fase final comenzó el 1 de mayo y finalizó el día 19 de mayo de 2019, con la disputa de la gran final, que consagró al Sydney Football Club campeón por cuarta vez en su historia.

## Sistema de competencia
En la temporada regular los 10 equipos juegan todos contra todos en 27 jornadas (tres rondas de ida y vuelta). La puntuación se determina por tres puntos por victoria, uno por empate y ninguno por derrota. Al término de las 27 jornadas los 6 mejores equipos en la tabla general avanzan a la fase final del campeonato.
En la fase final por el título, los dos mejores equipos en la temporada regular avanzan directamente a las semifinales. mientras los otros cuatro equipos disputan la primera ronda a partido único, cuyos ganadores avanzan a las semifinales. Los ganadores de las semifinales disputarán el título de la A-League 2018-19 en la Gran Final a partido único en el campo del club con mejor puntuación en la temporada regular.
El campeón de la A-League y el campeón de la temporada regular (equipo que ocupe la primera posición de la tabla general) obtienen una plaza para la fase de grupos de la Liga de Campeones de la AFC 2020, el segundo lugar de la temporada regular consigue una plaza más pero comenzara en la fase preliminar.

## Temporada regular
| Pos. | Equipo                   | Pts. | PJ | G  | E | P  | GF | GC | Dif. | Clasificación o descenso                                    |
| ---- | ------------------------ | ---- | -- | -- | - | -- | -- | -- | ---- | ----------------------------------------------------------- |
| 1    | Perth Glory              | 60   | 27 | 18 | 6 | 3  | 56 | 23 | +33  | Clasificado a fase de grupos de Liga de Campeones AFC 2020  |
| 2    | Sydney FC                | 52   | 27 | 16 | 4 | 7  | 43 | 29 | +14  | Clasificado a fase preliminar de Liga de Campeones AFC 2020 |
| 3    | Melbourne Victory        | 50   | 27 | 15 | 5 | 7  | 50 | 32 | +18  | Clasificados a Primera ronda de la fase final               |
| 4    | Adelaide United          | 44   | 27 | 12 | 8 | 7  | 37 | 32 | +5   | Clasificados a Primera ronda de la fase final               |
| 5    | Melbourne City           | 40   | 27 | 11 | 7 | 9  | 39 | 32 | +7   | Clasificados a Primera ronda de la fase final               |
| 6    | Wellington Phoenix a     | 40   | 27 | 11 | 7 | 9  | 46 | 43 | +3   | Clasificados a Primera ronda de la fase final               |
| 7    | Newcastle Jets           | 35   | 27 | 10 | 5 | 12 | 40 | 36 | +4   |                                                             |
| 8    | Western Sydney Wanderers | 24   | 27 | 6  | 6 | 15 | 42 | 54 | −12  |                                                             |
| 9    | Brisbane Roar            | 18   | 27 | 4  | 6 | 17 | 38 | 71 | −33  |                                                             |
| 10   | Central Coast Mariners   | 13   | 27 | 3  | 4 | 20 | 31 | 70 | −39  |                                                             |

 Fuente: A-League
* Leyenda: PJ: Partidos jugados; PG: Partidos ganados; PE: Partidos empatados; PP: Partidos perdidos; GF: Goles a favor; GC: Goles en contra; Dif: Diferencia de goles; Pts: Puntos.
     Clasificado a semifinales de la fase final y clasificado a fase de grupos de la Liga de Campeones de la AFC 2020.
     Clasificado a semifinales de la fase final y clasificado a fase preliminar de la Liga de Campeones de la AFC 2020
     Clasificados a Primera ronda de la fase final.
Notas:

a Wellington Phoenix como equipo neozelandés, pertenece a la Confederación de Fútbol de Oceanía por lo que no puede participar en la Liga de Campeones de la AFC, torneo organizado por la Confederación Asiática de Fútbol.

## Fase final

### Cuadro de desarrollo

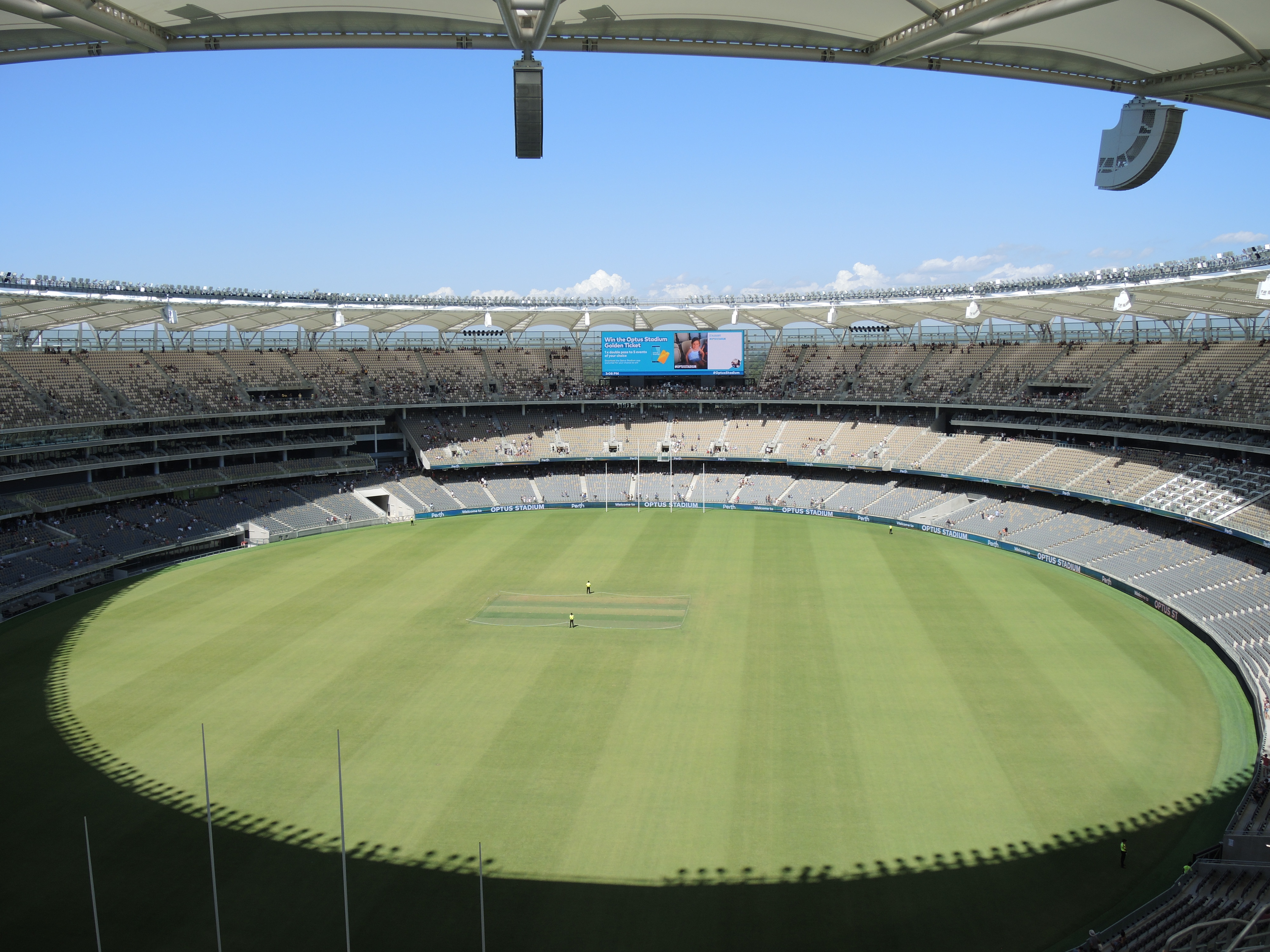
El Perth Stadium albergó la Gran final de la A-League 2019

|  | Primera ronda | Primera ronda      | Primera ronda |                   |       | Semifinales | Semifinales | Semifinales |  |    | Gran final  | Gran final | Gran final |  |
|  |               |                    |               |                   |       |             |             |             |  |    |             |            |            |  |
|  |               |                    |               |                   |       |             |             |             |  |    |             |            |            |  |
|  |               |                    |               |                   |       |             |             |             |  |    |             |            |            |  |
|  |               |                    |               |                   |       |             |             |             |  |    |             |            |            |  |
|  |               |                    |               |                   |       |             |             |             |  |    |             |            |            |  |
|  |               | 1º                 | Perth Glory   | 3 (5)             |       |             |             |             |  |    |             |            |            |  |
|  |               |                    |               | 3 (5)             |       |             |             |             |  |    |             |            |            |  |
|  |               |                    | 4º            | Adelaide United   | 3 (4) |             |             |             |  |    |             |            |            |  |
|  | 4º            | Adelaide United    | 4º            | Adelaide United   | 3 (4) | 1           |             |             |  |    |             |            |            |  |
|  | 4º            | Adelaide United    |               |                   |       |             |             |             |  |    |             |            |            |  |
|  | 5º            | Melbourne City     | 0             |                   |       |             |             |             |  |    |             |            |            |  |
|  | 5º            | Melbourne City     | 0             |                   |       |             |             |             |  | 1º | Perth Glory | 0 (1)      |            |  |
|  |               |                    |               |                   |       |             |             |             |  | 1º | Perth Glory | 0 (1)      |            |  |
|  |               |                    | 2º            | Sydney FC         | 0 (4) |             |             |             |  |    |             |            |            |  |
|  |               |                    | 2º            | Sydney FC         | 0 (4) |             |             |             |  |    |             |            |            |  |
|  |               |                    |               |                   |       |             |             |             |  |    |             |            |            |  |
|  |               |                    |               |                   |       |             |             |             |  |    |             |            |            |  |
|  |               | 2º                 | Sydney FC     | 6                 |       |             |             |             |  |    |             |            |            |  |
|  |               |                    |               | 6                 |       |             |             |             |  |    |             |            |            |  |
|  |               |                    | 3º            | Melbourne Victory | 1     |             |             |             |  |    |             |            |            |  |
|  | 3º            | Melbourne Victory  | 3º            | Melbourne Victory | 1     | 3           |             |             |  |    |             |            |            |  |
|  | 3º            | Melbourne Victory  |               |                   |       |             |             |             |  |    |             |            |            |  |
|  | 6º            | Wellington Phoenix | 1             |                   |       |             |             |             |  |    |             |            |            |  |
|  | 6º            | Wellington Phoenix | 1             |                   |       |             |             |             |  |    |             |            |            |  |
|  |               |                    |               |                   |       |             |             |             |  |    |             |            |            |  |

### Primera ronda
| 3 de mayo de 2019 | Melbourne Victory                                                | 3:1 (1:0) | Wellington Phoenix | AAMI Park, Melbourne                                    |                                                         |
|                   | Georg Niedermeier 42' · Kosta Barbarouses 53' · Ola Toivonen 71' | Reporte   | Roy Krishna 64'    | Asistencia: 16 010 espectadores Árbitro(s): Shaun Evans | Asistencia: 16 010 espectadores Árbitro(s): Shaun Evans |

| 5 de mayo de 2019 | Adelaide United | 1:0 (0:0 , 0:0) (t. s.) | Melbourne City | Coopers Stadium, Adelaida                            |                                                      |
|                   | Halloran 119'   | Reporte                 |                | Asistencia: 13 232 espectadores Árbitro(s): Kurt Ams | Asistencia: 13 232 espectadores Árbitro(s): Kurt Ams |

### Semifinales
| 10 de mayo de 2019 | Perth Glory | 3:3 (1:0 , 3:2) (t. s.)(5:4 p.) | Adelaide United | Perth Oval, Perth                                          |                                                            |
|                    | Diego Castro 29' , 74' · Scott Neville 104'                                                                       | Reporte                         | Baba Diawara 81' · Ryan Kitto 90+4' · Michael Marrone 115'                                                                          | Asistencia: 17 868 espectadores Árbitro(s): Alexander King | Asistencia: 17 868 espectadores Árbitro(s): Alexander King |
|                    | | Tiros desde el punto penal      | |                                                            |                                                            |
|                    | Juande · Diego Castro · Brendon Santalab · Liam Reddy · Jake Brimmer Jason Davidson · Shane Lowry · Joel Chianese |                                 | Craig Goodwin · Jordan Elsey · Vince Lia · Isaías Sánchez · Ben Halloran · Baba Diawara · Nikola Mileusnic · Nathan Konstandopoulos |                                                            |                                                            |

| 12 de mayo de 2019 | Sydney FC | 6:1 (3:0) | Melbourne Victory  | Jubilee Oval, Sídney                                    |                                                         |
|                    | Aaron Calver 3' · Alex Brosque 43' · Leigh Broxham 45+2' · Adam le Fondre 63' (pen.), 68' · Milos Ninkovic 88' | Reporte   | Ola Toivonen 90+1' | Asistencia: 12 141 espectadores Árbitro(s): Chris Beath | Asistencia: 12 141 espectadores Árbitro(s): Chris Beath |

### Final
| 19 de mayo de 2019 | Perth Glory                            | 0:0 (0:0) (t. s.)(1:4 p.)  | Sydney FC                                                            | Perth Stadium, Perth                                    |                                                         |
|                    |                                        | Reporte                    |                                                                      | Asistencia: 56 371 espectadores Árbitro(s): Shaun Evans | Asistencia: 56 371 espectadores Árbitro(s): Shaun Evans |
|                    |                                        | Tiros desde el punto penal |                                                                      |                                                         |                                                         |
|                    | Juande · Andy Keogh · Brendon Santalab |                            | Adam le Fondre · Brandon O'Neill · Rhyan Grant · Reza Ghoochannejhad |                                                         |                                                         |

| 33         | Guardameta     | Liam Reddy         |      |
| 6          | Defensa        | Dino Djulbic       |      |
| 13         | Defensa        | Matthew Spiranovic |      |
| 4          | Defensa        | Shane Lowry        |      |
| 5          | Defensa        | Ivan Franjić       | 90'  |
| 88         | Centrocampista | Neil Kilkenny      | 105' |
| 27         | Centrocampista | Juande             |      |
| 3          | Centrocampista | Jason Davidson     |      |
| 7          | Delantero      | Joel Chianese      | 73'  |
| 17         | Delantero      | Diego Castro       |      |
| 19         | Delantero      | Chris Ikonomidis   | 115' |
| Entrenador | Entrenador     | Tony Popovic       |      |

| 1          | Guardameta     | Andrew Redmayne  |     |
| 23         | Defensa        | Rhyan Grant      |     |
| 4          | Defensa        | Alex Wilkinson   |     |
| 2          | Defensa        | Aaron Calver     |     |
| 7          | Defensa        | Michael Zullo    |     |
| 22         | Centrocampista | Siem de Jong     | 78' |
| 6          | Centrocampista | Joshua Brillante |     |
| 13         | Centrocampista | Brandon O'Neill  |     |
| 10         | Centrocampista | Miloš Ninković   |     |
| 14         | Delantero      | Alex Brosque     | 95' |
| 9          | Delantero      | Adam le Fondre   |     |
| Entrenador | Entrenador     | Steve Corica     |     |

| 23 | Defensa        | Scott Neville    | 90'  |
| 20 | Centrocampista | Jake Brimmer     | 105' |
| 9  | Delantero      | Andy Keogh       | 73'  |
| 11 | Delantero      | Brendon Santalab | 115' |

| 17 | Centrocampista | Anthony Cáceres     | 78' |
| 16 | Delantero      | Reza Ghoochannejhad | 95' |

|  |  |  |  |

| Árbitro             | Shaun Evans     |
| Árbitros asistentes | Andrew Lindsay  |
| Árbitros asistentes | Paul Cetrangolo |
| Cuarto Árbitro      | Chris Beath     |

| 33         | Guardameta     | Liam Reddy         |      |
| 6          | Defensa        | Dino Djulbic       |      |
| 13         | Defensa        | Matthew Spiranovic |      |
| 4          | Defensa        | Shane Lowry        |      |
| 5          | Defensa        | Ivan Franjić       | 90'  |
| 88         | Centrocampista | Neil Kilkenny      | 105' |
| 27         | Centrocampista | Juande             |      |
| 3          | Centrocampista | Jason Davidson     |      |
| 7          | Delantero      | Joel Chianese      | 73'  |
| 17         | Delantero      | Diego Castro       |      |
| 19         | Delantero      | Chris Ikonomidis   | 115' |
| Entrenador | Entrenador     | Tony Popovic       |      |

| 1          | Guardameta     | Andrew Redmayne  |     |
| 23         | Defensa        | Rhyan Grant      |     |
| 4          | Defensa        | Alex Wilkinson   |     |
| 2          | Defensa        | Aaron Calver     |     |
| 7          | Defensa        | Michael Zullo    |     |
| 22         | Centrocampista | Siem de Jong     | 78' |
| 6          | Centrocampista | Joshua Brillante |     |
| 13         | Centrocampista | Brandon O'Neill  |     |
| 10         | Centrocampista | Miloš Ninković   |     |
| 14         | Delantero      | Alex Brosque     | 95' |
| 9          | Delantero      | Adam le Fondre   |     |
| Entrenador | Entrenador     | Steve Corica     |     |

| 23 | Defensa        | Scott Neville    | 90'  |
| 20 | Centrocampista | Jake Brimmer     | 105' |
| 9  | Delantero      | Andy Keogh       | 73'  |
| 11 | Delantero      | Brendon Santalab | 115' |

| 17 | Centrocampista | Anthony Cáceres     | 78' |
| 16 | Delantero      | Reza Ghoochannejhad | 95' |

|  |  |  |  |

| Árbitro             | Shaun Evans     |
| Árbitros asistentes | Andrew Lindsay  |
| Árbitros asistentes | Paul Cetrangolo |
| Cuarto Árbitro      | Chris Beath     |

| A-League Campeón 2019 |
| --------------------- |
| Bandera de Australia  |
| Sydney FC 4° título   |

## Máximos goleadores
- Actualizado al 19 de mayo de 2019.
| Pos. | Jugador           | Club               | Goles |
| ---- | ----------------- | ------------------ | ----- |
| 1    | Roy Krishna       | Wellington Phoenix | 19    |
| 2    | Adam le Fondre    | Sydney FC          | 18    |
| 3    | Andy Keogh        | Perth Glory        | 15    |
| 3    | Kosta Barbarouses | Melbourne Victory  | 15    |
| 3    | Ola Toivonen      | Melbourne Victory  | 15    |